# Lac de Mya
Le lac de Mya est un lac de montagne de France situé en Savoie, dans le massif du Mont-Blanc, sous le col de Mya, dominé par la pointe de Mya au sud et la tête Sud des Fours au nord-ouest.
Il est accessible en randonnée depuis la Ville des Glaciers à l'est, les Chapieux au sud via le col de Mya ou le secteur du col du Bonhomme via le col des Fours.

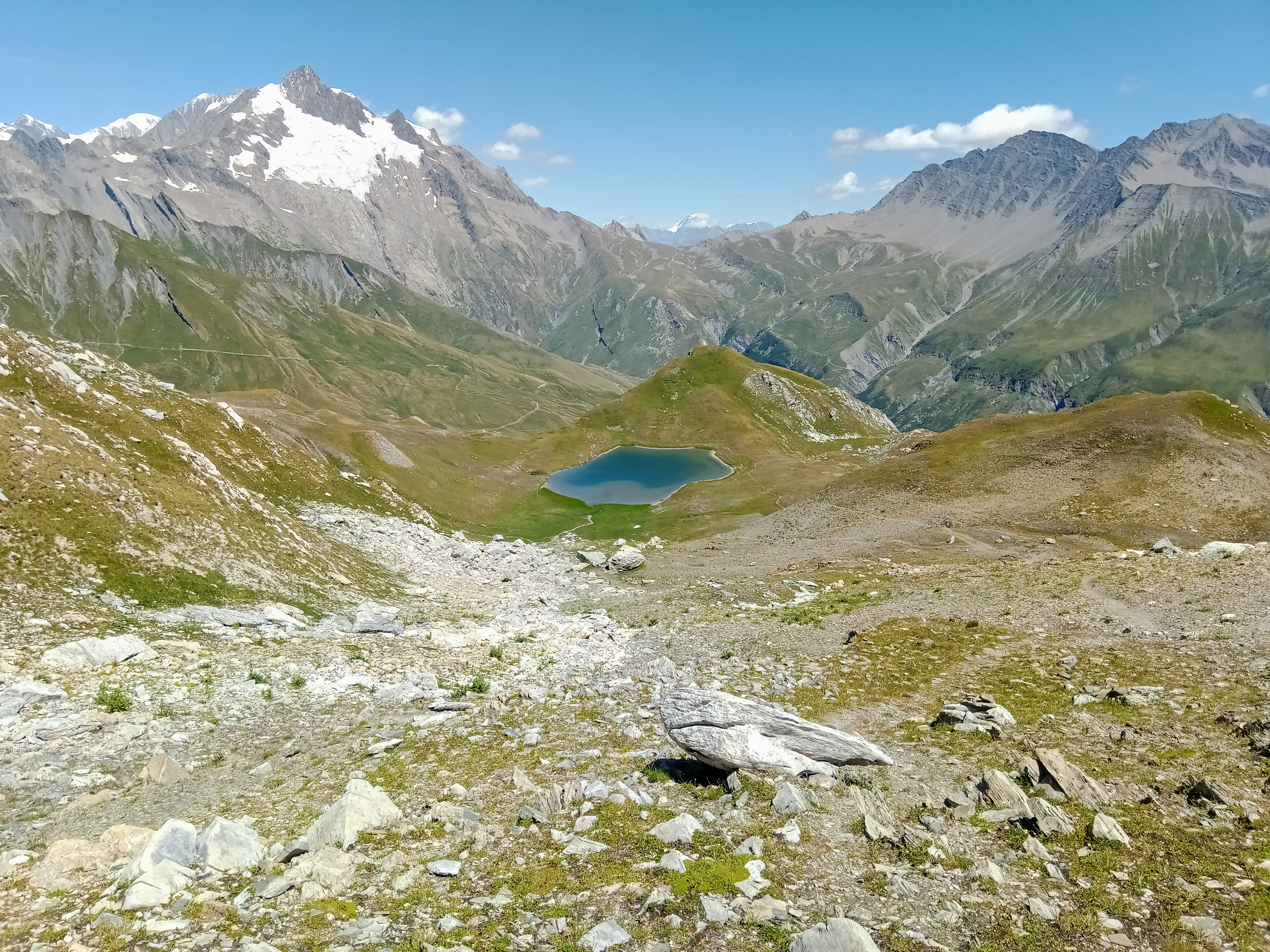
Le lac de Mya avec au fond de gauche à droite l'aiguille des Glaciers, le col de la Seigne et la montagne de la Seigne depuis le col de Mya à l'ouest.

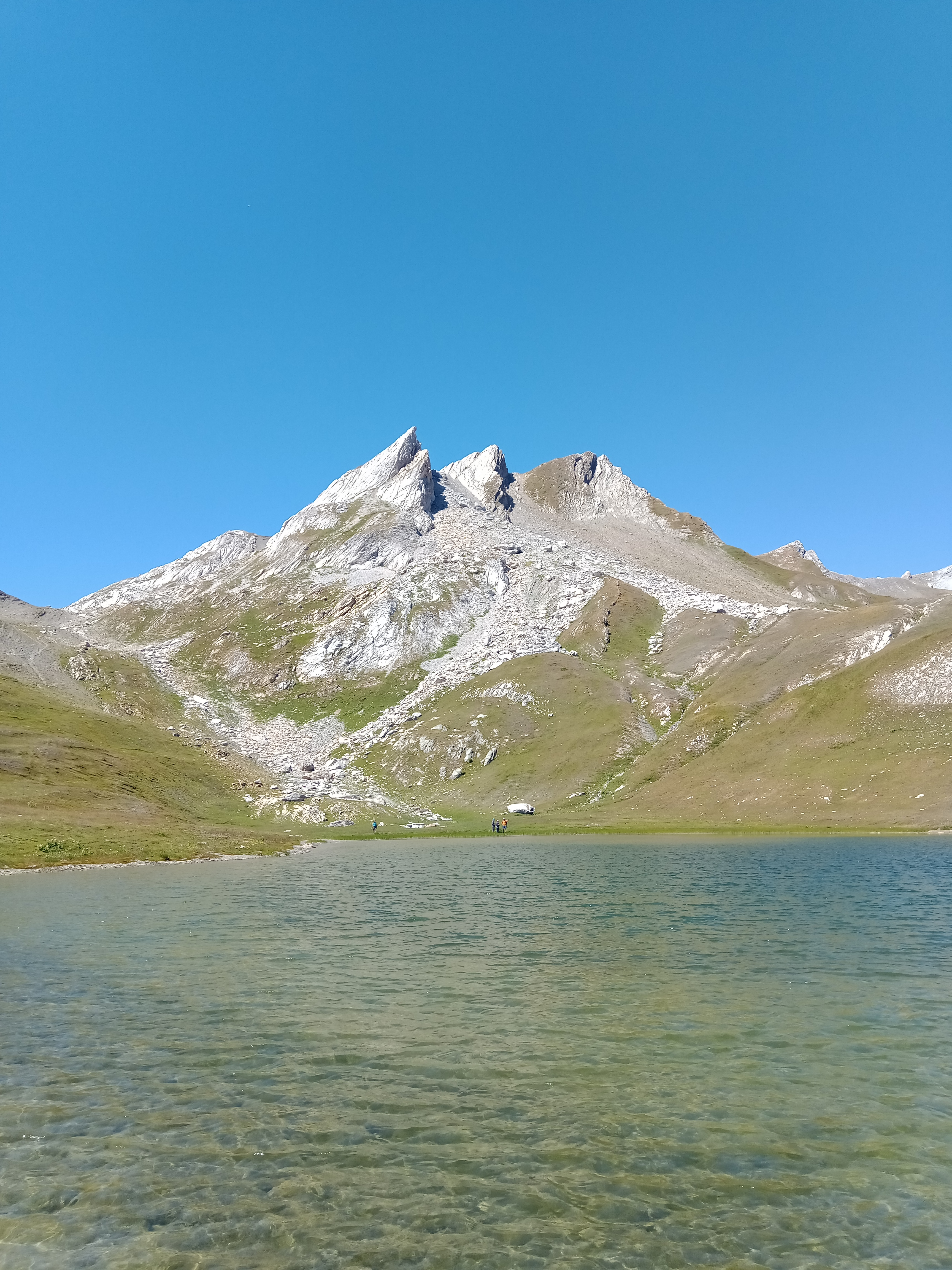
Le lac de Mya dominé par des aiguilles entre la pointe de Mya et la tête Sud des Fours.